# Baguió
Baguió también es una palabra derivada de la mayoría de las lenguas en Filipinas para los ciclones tropicales.
Baguió (ivadoy: Bag·iw; ilocano: Bagiw) es una ciudad altamente urbanizada situada en la región de La Cordillera, en la provincia filipina de Benguet, en el norte de la isla de Luzón. Los estadounidenses fundaron la ciudad en 1909, como la capital del veraneo en Filipinas.

## Geografía
La ciudad está situada a 250 kilómetros al norte de Manila.
Según el censo de 2000, tiene 252.386 habitantes, en 52.302 casas.

## Educación
Baguió tiene muchos colegios y universidades:
- Universidad de Filipinas - Campus Baguió
- Universidad de San Luis (University of St. Louis)
- Universidad de Baguió
- Universidad de las Cordilleras
- Universidad Central de Baguió
- Pines City Colleges
- Baguio City School of Arts and Trades

## Lugares de interés turístico
- La Mansión, residencia oficial del Presidente de Filipinas en Baguio.
- "Mines View Park"
- Parque Burnham
- Parque Wright
- Catedral de Baguio
- Cueva de Lourdes en las Colinas Dominicas
- Mercado de la ciudad de Baguio
- Jardín Botánico de Baguio
- Casa Vallejo

## Barrios
Bagui´p tiene 129 barrios:
| - Apugan-Loakan - Asin Road - Atok Trail - Bakakeng Central - Bakakeng North - Happy Hollow - Balsigan - Bayan Park West - Bayan Park East - Brookspoint - Brookside - Cabinet Hill-Teacher's Camp - Camp Allen - Camp 7 - Camp 8 - Campo Filipino - City Camp Central - City Camp Proper - Country Club Village - Cresencia Village - Dagsian, Upper - DPS - Dizon Subdivision - East Quirino Hill - Engineers' Hill - Fairview Village - Fort del Pilar - General Nalasa, Upper - General Nalasa, Lower - General Luna, Upper - General Luna, Lower - General Bacleon - Gibraltar - Greenwater Village - Guisad Central - Guisad Sorong - Hillside - Holy Ghost Extension - Holy Ghost Proper - Imelda Village - Irisan - Kayang Extension - Kias - Kagitingan - Loakan Proper - López Jaena - Lourdes Subdivision Extension - Dagsian, Lower - Lourdes Subdivision, Lower - Lower Quirino Hill - General Emilio F. Aguinaldo | - Lualhati - Lucnab - Magsaysay, Lower - Magsaysay Private Road - Aurora Hill Proper - Bal-Marcoville - Middle Quirino Hill - Military Cut-off - Mines View Park - Modern Site, East - Modern Site, West - New Lucban - Aurora Hill, North Central - Sanitary Camp, North - Outlook Drive - Pacdal - Pinget - Pinsao Pilot Project - Pinsao Proper - Puliwes - Pucsusan - MRR-Queen Of Peace - Rock Quarry, Lower - Salud Mitra - San Antonio Village - San Luis Village - San Roque Village - San Vicente - Santa Escolástica - Santo Rosario - Santo Tomas School Area - Santo Tomas Proper - Scout Barrio - Session Road Area - Slaughter House Area - Sanitary Camp South - Saint Joseph Village - Teodora Alonzo - Trancoville - Rock Quarry, Upper - Victoria Village | - West Quirino Hill - Andrés Bonifacio - Legarda-Burnham-Kisad - Imelda R. Marcos - Lourdes Subdivision, Proper - Quirino-Magsaysay, Upper - A. Bonifacio-Caguioa-Rimando - Ambiong - Aurora Hill, South Central - Abanao-Zandueta-Kayong-Chugum - Bagong Lipunan - BGH Compound - Bayan Park Village - Camdas Subdivision - Palma-Urbano - Dominican Hill Mirador - Alfonso Tabora - Dontogan - Ferdinand - Happy Homes - Harrison-Claudio Carantes - Honeymoon - Kabayanihan - Kayang-Hilltop - Gabriela Silang - Liwanag-Loakan - Malcolm Square-Perfecto - Manuel A. Roxas - Padre Burgos - Quezon Hill, Upper - Rock Quarry, Middle - Phil-Am Compound - Quezon Hill Proper - Middle Quezon Hill Subdivision - Rizal Monument Area - SLU-SVP Housing Village - South Drive - Magsaysay, Upper - Market Subdivision, Upper - Padre Zamora |

### Clima
La ciudad tiene un clima tropical fresco. Su temperatura media es de 18,3 °C. El mes más frío es enero, cuya temperatura media es de 15,0 °C. Mayo es el mes más caluroso, con una temperatura media de 20 °C.
| Parámetros climáticos promedio de Baguio | Parámetros climáticos promedio de Baguio | Parámetros climáticos promedio de Baguio | Parámetros climáticos promedio de Baguio | Parámetros climáticos promedio de Baguio | Parámetros climáticos promedio de Baguio | Parámetros climáticos promedio de Baguio | Parámetros climáticos promedio de Baguio | Parámetros climáticos promedio de Baguio | Parámetros climáticos promedio de Baguio | Parámetros climáticos promedio de Baguio | Parámetros climáticos promedio de Baguio | Parámetros climáticos promedio de Baguio | Parámetros climáticos promedio de Baguio |
| Mes                                      | Ene.                                     | Feb.                                     | Mar.                                     | Abr.                                     | May.                                     | Jun.                                     | Jul.                                     | Ago.                                     | Sep.                                     | Oct.                                     | Nov.                                     | Dic.                                     | Anual                                    |
| ---------------------------------------- | ---------------------------------------- | ---------------------------------------- | ---------------------------------------- | ---------------------------------------- | ---------------------------------------- | ---------------------------------------- | ---------------------------------------- | ---------------------------------------- | ---------------------------------------- | ---------------------------------------- | ---------------------------------------- | ---------------------------------------- | ---------------------------------------- |
| Temp. máx. media (°C)                    | 22.6                                     | 23.6                                     | 24.7                                     | 25.1                                     | 24.6                                     | 23.6                                     | 23.0                                     | 22.0                                     | 22.9                                     | 23.5                                     | 23.2                                     | 22.8                                     | 23.5                                     |
| Temp. media (°C)                         | 17.8                                     | 18.4                                     | 19.6                                     | 20.4                                     | 20.5                                     | 20.0                                     | 19.6                                     | 18.9                                     | 19.3                                     | 19.5                                     | 19.0                                     | 18.4                                     | 19.3                                     |
| Temp. mín. media (°C)                    | 12.9                                     | 13.1                                     | 14.3                                     | 15.5                                     | 16.2                                     | 16.2                                     | 16.0                                     | 15.9                                     | 15.7                                     | 15.4                                     | 14.8                                     | 14.0                                     | 15                                       |
| Lluvias (mm)                             | 12.1                                     | 35.8                                     | 55.9                                     | 102.9                                    | 331.1                                    | 480.6                                    | 670.8                                    | 847.9                                    | 582.3                                    | 262.4                                    | 152.3                                    | 28.8                                     | 3562.9                                   |
| Días de lluvias (≥ 1 mm)                 | 4                                        | 2                                        | 4                                        | 9                                        | 19                                       | 22                                       | 26                                       | 27                                       | 25                                       | 17                                       | 9                                        | 5                                        | 169                                      |
| Humedad relativa (%)                     | 80                                       | 78                                       | 78                                       | 80                                       | 86                                       | 88                                       | 90                                       | 92                                       | 90                                       | 87                                       | 83                                       | 80                                       | 84                                       |
| Fuente: PAGASA                           |                                          |                                          |                                          |                                          |                                          |                                          |                                          |                                          |                                          |                                          |                                          |                                          |                                          |

## Ciudades hermanadas
Baguió mantiene un hermanamiento de ciudades con:
| - Ángeles, Filipinas. - Alaminos de Pangasinán, Filipinas. - Bacólod, Filipinas. - Calbayog, Filipinas. - Candon, Filipinas. - Cuzco, Perú. - Daet, Filipinas. - Dávao, Filipinas. - Dipaculao, Filipinas. - Gongju, Chungcheong del Sur, Corea del Sur. - Hangzhou, Zhejiang, China. - Hanyū, Saitama, Japón. - Honolulu, Hawái, Estados Unidos. - Karuizawa, Nagano, Japón. - López, Filipinas. | - Lucena, Filipinas. - Macati, Filipinas. - Mandaue, Filipinas. - Marawi, Filipinas. - Ciudad de Ciencia de Muñoz, Filipinas. - Nazaret, Israel. - Ormoc, Filipinas. - Pavía, Filipinas. - San Carlos, Filipinas. - Seúl, Corea del Sur. - Shepparton, Victoria, Filipinas. - Taebaek, Gangwon, Corea del Sur. - Tamuning, Guam. - Taxco, Guerrero, México. - Vallejo, California, Estados Unidos. | - Vaughan, Ontario, Canadá. - Wakkanai, Hokkaidō, Japón. - Zamboanga, Filipinas. |